# Бошоу (статуя)
Бошоу (англ. Bashaw) — статуя из чёрного и белого мрамора, изображающая собаку породы ньюфаундленд в натуральную величину. Выполнена скульптором Мэтью Уайеттом в 1831—1834 годах. В 1960 году поступила в коллекцию Музея Виктории и Альберта (Лондон).

## История
В 1831 году британский скульптор Мэтью Уайетт получил от лорда Дадли заказ на создание скульптурного портрета его собаки, чёрно-белого ньюфаундленда по кличке Бошоу. Собака должна была быть изображена в натуральную величину и иметь «шерсть» естественного цвета.
За первые два года работы над скульптурой Бошоу «позировал» Уайетту более 50 раз. В 1833 году лорд Дадли скончался, а его наследники отказались выкупать заказанную им работу. Тем не менее, Уайетт потратил ещё год на завершение скульптуры, в надежде на то, что ему удастся найти покупателя. 
В 1851 году Уайетт демонстрировал скульптуру на Всемирной выставке, однако так и не смог её продать — она оставалась в собственности скульптора вплоть до его смерти в 1862 году. 
В 1887 году сын Уайетта Джеймс пытался продать статую Бошоу на аукционе Christie's, однако также потерпел неудачу. Вскоре после этого статую приобрел британский аристократ Джон Корбетт из Импни-холла в Вустершире. Сменив ещё нескольких владельцев, в 1960 году статуя была продана Музею Виктории и Альберта за символическую сумму в 200 фунтов стерлингов.

## Описание
Статуя, выполненная из черного и белого мрамора, изображает чёрно-белого ньюфаундленда в натуральную величину. Правой передней лапой Бошоу попирает змею (вероятно, кобру). Взгляд собаки устремлён вверх и в сторону. Глаза собаки сделаны из топаза, сардоникса и обсидиана, а змея — из бронзы  (с рубиновыми глазами). Бошоу стоит на мраморной подушке, окантованной позолоченной бронзой, а та, в свою очередь, покоится на постаменте сложной формы, украшенном каменными и позолоченными бронзовыми накладками с изображениями листьев и плодов.

## Галерея

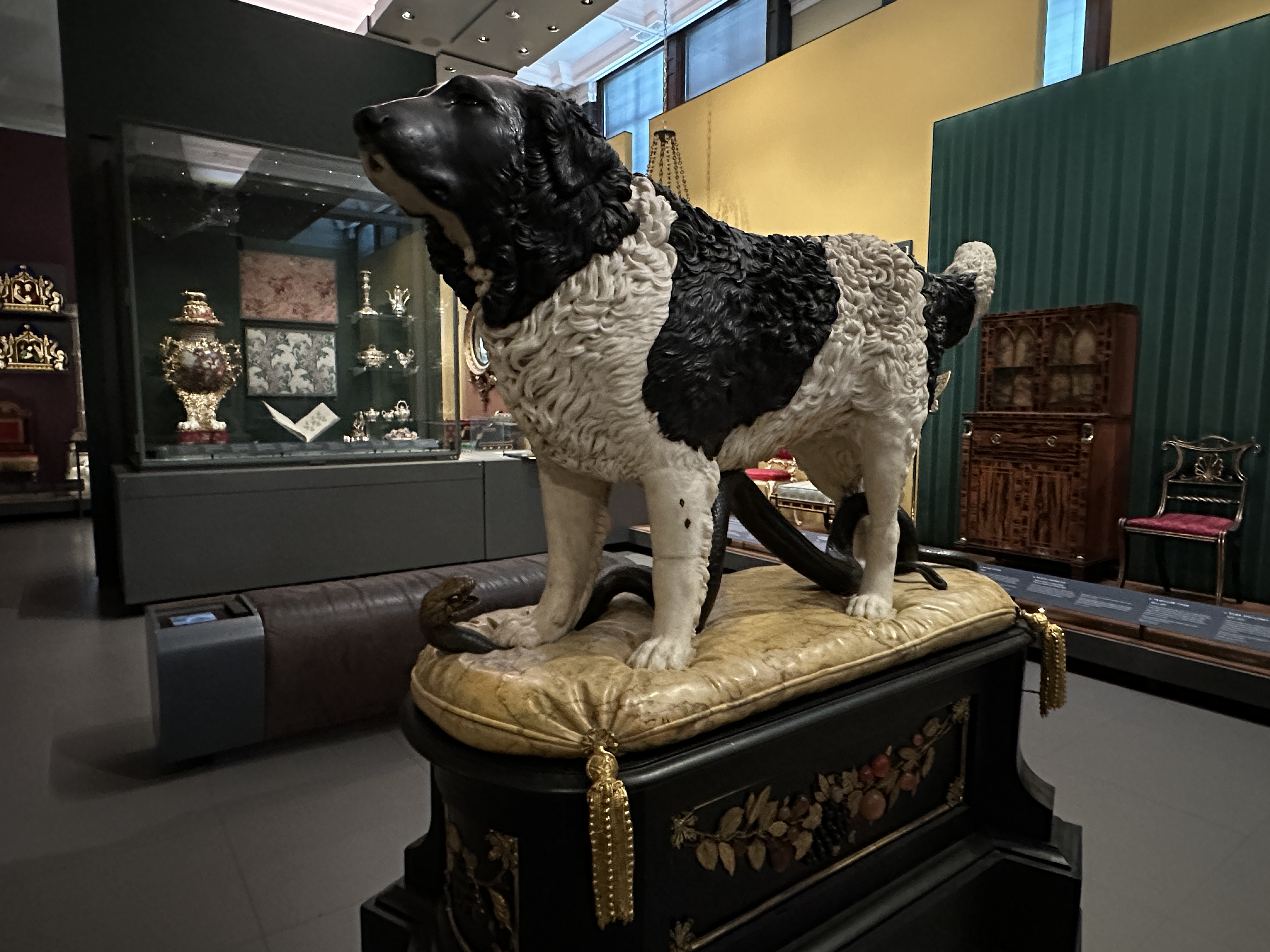
В зале музея
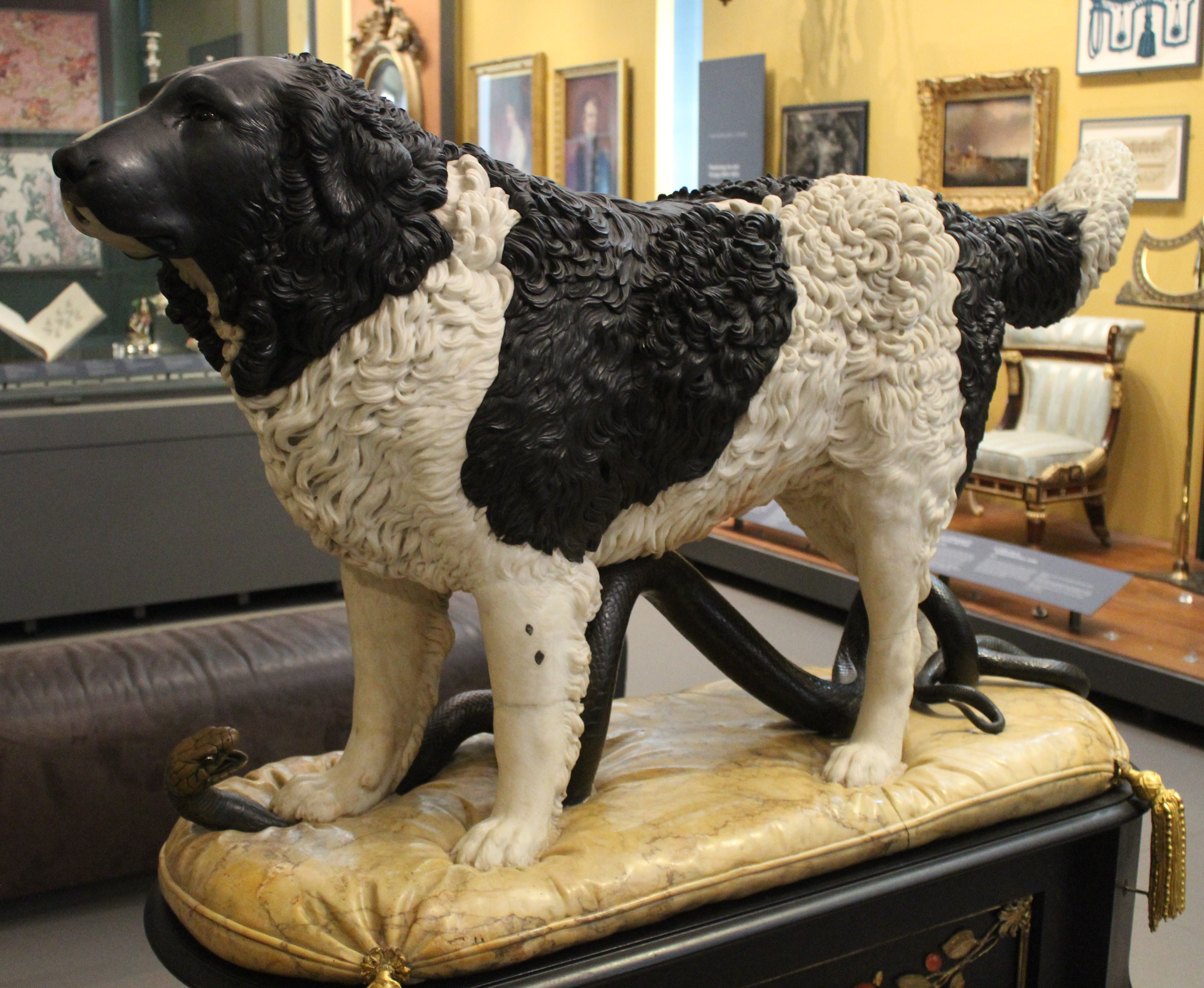
Вид вблизи
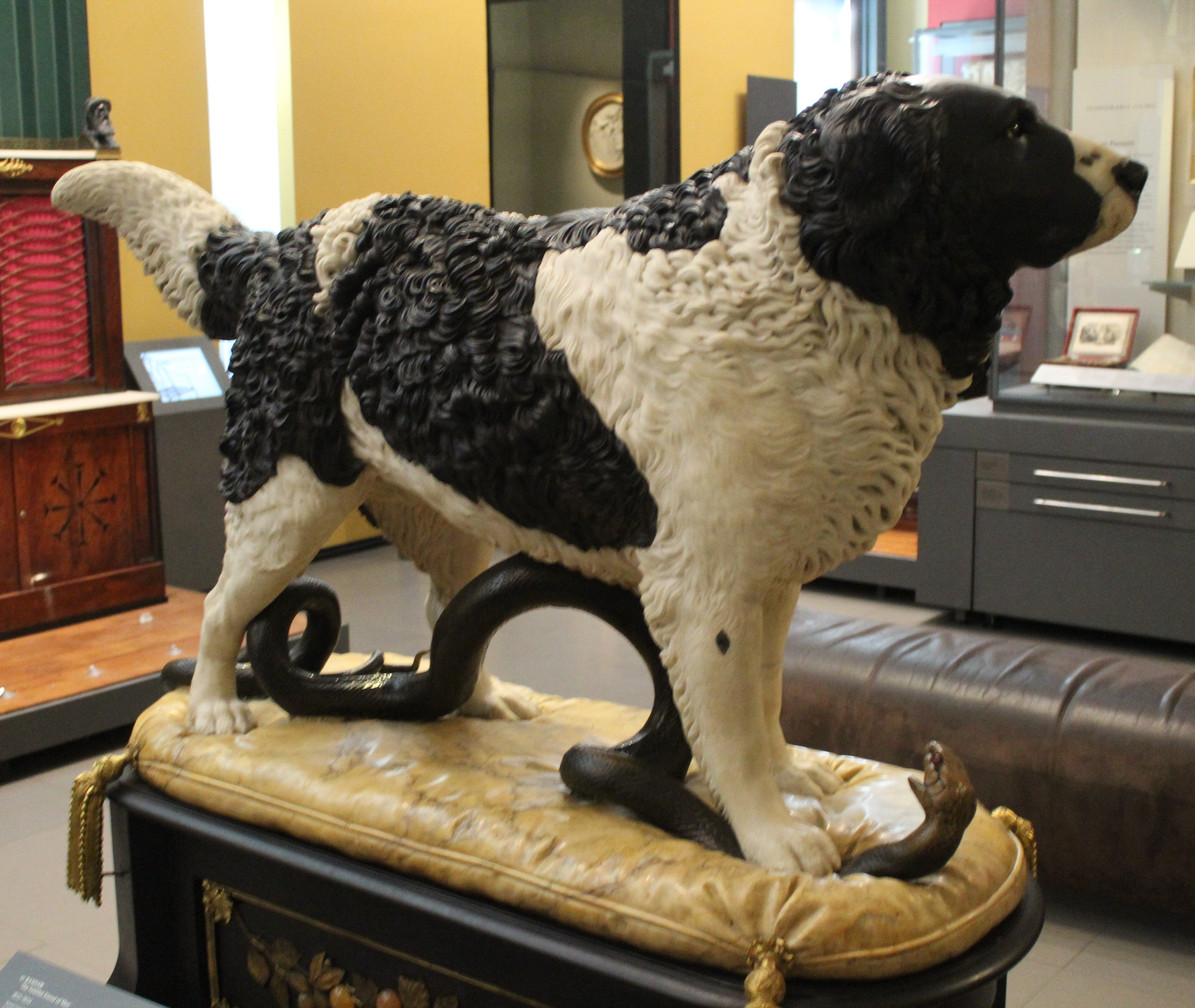
Вид с другой стороны
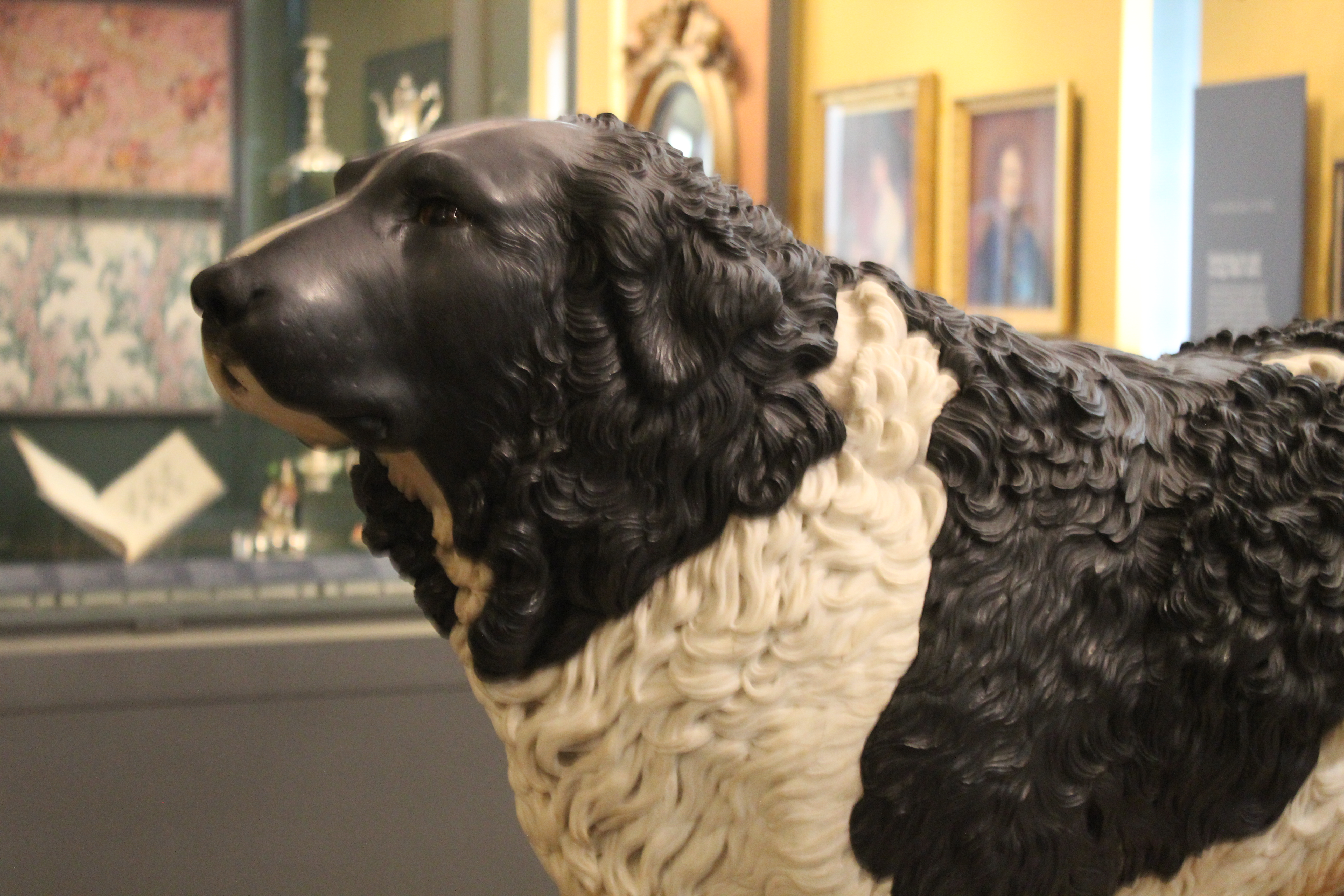
Морда крупным планом